# آترچیتر
آتَرچیترَ یا آذرچهر نام یکی از پهلوانان منسوب به خانوادهٔ گشتاسب است که در وندیداد نام او آمده است.